# おいしい給食
『おいしい給食』（おいしいきゅうしょく）は、日本のフィクションテレビドラマシリーズ。およびそれを原作とした映画化作品、小説化作品、コミック化作品。

## 概要
『おいしい給食』（おいしいきゅうしょく）は、テレビ神奈川、TOKYO MX、BS12ほかで2019年10月から12月まで放送された日本のテレビドラマ。全10話。1980年代の中学校を舞台に「給食絶対主義者」の男性教師と「給食マニア」の男子生徒の給食にまつわる闘いを描いた学園グルメコメディ。主演は市原隼人。
『劇場版 おいしい給食 Final Battle』（げきじょうばん おいしいきゅうしょく ファイナルバトル）と題して映画化され、2020年3月6日に公開された。ドラマseason1の完結編として位置付けられる。
『おいしい給食 season2』（おいしいきゅうしょく シーズンツー）としてドラマSeason1の続編が2021年10月から12月まで放送された。全10話。
『劇場版 おいしい給食 卒業』（げきじょうばん おいしいきゅうしょく そつぎょう）が劇場版の第2弾として2022年5月13日に公開された。ドラマseason2の完結編として位置付けられる。
『おいしい給食 season3』（おいしいきゅうしょく シーズンスリー）としてドラマseason2の続編が2023年10月から12月まで放送された。全10話。
『劇場版 おいしい給食 Road to イカメシ』（げきじょうばん おいしいきゅうしょく ロード トゥー イカメシ）が劇場版の第3弾として2024年5月24日に公開された。ドラマseason3の完結編として位置付けられる。
『劇場版 おいしい給食 炎の修学旅行』（げきじょうばん おいしいきゅうしょく ほのおのしゅうがくりょこう）が劇場版の第4弾として2025年10月25日に公開予定。

## あらすじ
season1
常節（とこぶし）市立常節中学校の教師 甘利田幸男は、給食を食べることを楽しみにしており、授業や生徒のことよりも給食の献立を気にするほどである。また、甘利田が担任のクラスの生徒 神野ゴウも給食を食べることを楽しみにしており、美味しく食べる方法を日々工夫している。甘利田は神野をライバルとして意識しており、給食の時間は常に神野の食べ方を気にして、自分が思いつかない美味しい食べ方を見ると「負けた」と態度に表す。2人は時に、給食のためなら手を組むことでお互いを「同志」と認め合うようになっていく。
season2
黍名子（きびなご）市立黍名子中学校に異動した甘利田は、異動先でも給食マニアとしての日々を過ごしていた。異動してから2年が過ぎたある日、常節中学校時代の教え子だった神野が自身のクラスに転校してきたことで、給食の美味しい食べ方バトルが再開する。だがその裏では、かつて常節市の市立中学校の給食を廃止に追い込んだ元常節市教育委員会の教育委員長 鏑木優が、黍名子市教育委員会の職員に転じていた。鏑木は常節市教育委員長時代に強く反発してきた甘利田を今なお恨んでおり、甘利田を教職追放に追い込むべくその決定的証拠を得るために黍名子中学校を度々訪問していた。ある日鏑木は、黍名子中学校を訪問した時に甘利田のことをよく思っていなかった学年主任の宗方早苗と出会うと、その立場を利用して宗方を味方に引き入れ、甘利田の監視役を任せる。
season3
函館への広域転勤を受け入れた甘利田は、異動先となった忍川（おしかわ）中学校でも給食マニアとしての日々を過ごしていた。異動してから1年半が過ぎ、担任のクラスの生徒 粒来(つぶらい)ケンの風変わりな行動が気になっていた。ある日、席替えを行なった時に粒来の本性が現れた瞬間、甘利田はある種の戦慄を感じ取った。そう、粒来はかつての教え子だった神野を彷彿とさせる給食マニアだったのである。甘利田は粒来をライバルとして意識し出して、新たな給食の美味しい食べ方バトルが勃発することとなった。

## 登場人物

### 主要人物

#### 全編共通
season1から劇場版『炎の修学旅行』まで共通して登場。

甘利田 幸男
演 - 市原隼人
中学数学教師。常節中学校1年1組担任 → 黍名子中学校3年1組担任 → 忍川中学校1年1組担任。
いつもスーツと眼鏡を着用し理詰めで話す傾向にあるため、生徒にはあまり人気がない。ただし、相手が子供でも自身が間違っていれば大人でも間違いを認めなければならないと自負し、神野を手荒にあしらった他校（常節北中学校）の教師に掴み掛かったこともある。また、負けを素直に認める潔さも持ち合わせており、立ち直りも早い。自身のクラスの座席は生徒一人一人の人間関係や人格を考慮した配置にしている。season1では吹奏楽部の顧問であるが、部活には全く顔を出さない。ただし、吹奏楽部の生徒たちからは「自主性を尊重してくれている」ことから悪くは思われていない。その後、顧問を御園に任せてしまっている。
給食を愛せない者が許せないほどの「給食絶対主義者」であり、給食を残さないことを信条としている。給食献立表を大事にクリアケースに入れ、これを職員室の机の引き出しに仕舞っており、毎回取り出してはチェックすることが日課となっている。給食が一番楽しみということは教師として知られてはならないと思っており、隠してきたつもりだったが、大胆な言動により全く隠せていなかった。母の手料理が非常に不味く、それゆえに学生時代から学校の給食を楽しみとしていたことが「給食絶対主義者」となった理由である。また、給食のメニュー対して豊富な蘊蓄を持ち、メニューが気に入ると特別に愛称を命名する。給食を食べる際は眼鏡を外し、season2からは名前入りの高級マイ箸を持参・愛用している。給食を食べ終わると、内心で「いい風だ…」（season1）・「今日も仕上がった…」（season2以降）と言う。テスト期間や短縮授業など、給食が出ない日はテンションが下がるが、土曜日はパンと牛乳を「慣例だから」と淡々と食べている。
給食絡みでショッキングなことがあると激しく動揺し、魂が抜けたように放心状態となったり倒れたりする。断トツで地震が苦手らしく、避難訓練であっても激しく動揺しパニックになる。また、極端な寒がりである。
生徒たちには冷静沈着、理性的に接するゆえに、給食マニアであることを悟られないようにしているらしいが、同病の神野ゴウには見透かされているらしく、彼の笑顔を不気味に感じている。神野との給食の食べ方バトルでは一度も勝ったことがなく、良くて引き分けに留まっている。神野の斬新な給食の食べ方を見ると、自分の想定を超えるために、思わず「うまそげじゃないかっ!」と内心で叫ぶ。大量の砂糖を入れてコーヒーを飲むなど、かなりの甘党。
Final Battleで給食廃止を断行しようとする市の教育委員会の教育委員長 鏑木と対立し、「給食を馬鹿にするあんたに、教育を語る資格は無い」と激怒したことで、常節中学校を離任。season2で黍名子中学校へ異動していたことが明らかとなった。
酒に極端に弱く、ビールやウィスキーを一杯飲んだだけで二日酔いする。給食の他に駄菓子も好きで、season2からは仕事帰りに学校近くの駄菓子屋に行くことが日課となるが、給食と同様な食べ方をするのを見たお春やサキから「変態」と言われてしまっている。給食に固執し過ぎる姿勢を同僚（特に御園・宗方・比留川）からは訝しまれているが、生徒に高圧的な態度を取った警察官に対して毅然とした態度で、非を指摘するなど、良識も併せ持っている。普段は厳格な印象だが、頭ごなしに生徒を否定せず、生徒の想いを汲むなどの気遣いや優しさを見せることもある。
私生活に関してはあまり触れられていないが、season1では副担任の御園ひとみに好意を寄せていた描写があり、独身の様子。また、飲食店にはあまり行かないのか、Final Battleでの教育実習生歓迎会（飲み会）で、居酒屋の焼き鳥を食べた際にはその美味しさに感激している。
牧野 文枝
演 - いとうまい子
常節中学校の給食配膳員 → 黍名子中学校の給食配膳員 → 忍川中学校の給食配膳員。
結構世話好き。甘利田からは神野の給食に対する暴走の手助けをしないようにと頼まれているが、おいしく食べることにこだわる神野にいつも振り回されている。
Final Battleで給食廃止の話が伝わると、「内職でも始めましょうかね」と呟いており、給食廃止を巡って高圧的な態度をとる鏑木のことは当然ながら快く思っていない。
season2で黍名子市の給食センターに再就職して、黍名子中学校で甘利田、神野と再会。実は2人の給食好きを感づいていて、黍名子中学校では2人の秘密を知る数少ない人物と目される。甘利田のことを「可愛い」と評している。
season3で家庭の事情により函館市に帰郷して、市内の給食センターに再就職。配属先となった忍川中学校で甘利田とまたもや再会した。配膳室に来るようになった粒来を見て、「あの子（神野）によく似ている」と甘利田に告げ、2人が給食の時間に何をしているのかも感づいている。

#### 複数のシリーズで登場
全シリーズではないが、連続ドラマ・映画含めて複数のシリーズに登場。

神野 ゴウ
演 - 佐藤大志
常節中学校の1年1組の男子生徒 → 黍名子中学校の3年1組の男子生徒（Season1～卒業）。ほかに「Road to イカメシ」にも登場している。
給食マニアとして甘利田に挑戦状を叩きつける。正統派の給食好きである甘利田に対して、給食をよりおいしく食べる方法を追求している。甘利田と日々、給食バトルを繰り広げてはいるものの、本人曰く「甘利田先生に喜んでもらいたいだけ」らしい。暇さえあれば、スケッチブックに食べ方の絵を描いたり、給食配膳室を覗いたりしている。また、勝ち誇った時は眉を上げて甘利田に挑発的な態度をとるなど、同類である甘利田のことをからかうような振る舞いが多いが、どこか通じ合うものがある。しかし、酢豚のパイナップルが苦手。
基本的に物静かで口数は多くないが、思ったことは相手がクラスの悪ガキグループのリーダーであれ大人でもあろうと毅然と物申し、真理をついた発言をすることもある。給食に関連することには高い行動力を発揮し、入念な準備の元に給食を最大限美味しく食することを心掛けている。本人曰く、勉強は普通で、運動はあまり得意ではないとのこと。常節中学校ではクラスで飼育係をしていた。
Final Battleでクラスの給食係に指名されるも、「生徒会長に立候補したい」と辞退。1年生で生徒会長に立候補するのは、常節中学校では今までいなかった。そして、「生徒が考案する給食メニューを実現できる給食改革」を公約に生徒会長選挙に立候補し、立会演説会で「給食が廃止される」と告げ、大人が勝手に決める暴利を嘆いて、全校生徒をパニックに陥れてしまった。
作中で明言されてはいないが、神野の家は貧しいと思われる。そのため、家で十分食べることができず、給食を特に楽しみにしている。カップラーメンもFinal Battleで甘利田に渡されるまで食べたことがなかった。
season2で母親の仕事の都合で黍名子中学校に転校となり、甘利田が担任するクラスに配された。前作よりも身長も伸びて声変わりしており、神野と再会した甘利田は彼の成長ぶりに驚いていた。給食マニアというのは変わっていないが、転校以降は駄菓子屋に寄り道することが多くなっており、以前よりも個人的に甘利田との交流を持つようにもなる。また、第4話でなんでもバスケットをした際にミドリガメを飼っていることが明らかとなったが、第9話で常節中学校で飼っていたカメを転校の時に譲り受けたと判明した。くじ運が良く、給食おかわり券や駄菓子屋の一番大きな糸引き飴を引き当てている。
鏑木 優
演 - 直江喜一
常節市教育委員会の教育委員長 → 黍名子市教育委員会の職員。
Final Battleから登場した。甘利田にとって最大の仇敵。渡田と甘利田に「常節市内の中学校の給食廃止」を通告、なおも抵抗する甘利田と神野に「決定事項なので、余計なことはするな」と訓示する。だが、これに逆鱗した甘利田の暴言を受け、甘利田を給食がある学校（黍名子中学校）への転籍を勧告した。
season2では黍名子市教育委員会の職員となって、甘利田を監視する名目で転籍先を度々訪問していたが、その役目を宗方に任せている。箕輪と甘利田からは陰で「海坊主」と呼ばれている。そして、宗方が撮った写真を証拠に甘利田から給食を引き離すことを画策するが、宗方の心変わりで教育委員の佐久本から「報告と違う」と言われて失敗した。実は給食好きであるが、他市の元教育委員長という肩書が邪魔をして表だって好きと言えないため、素直に給食が好きと言える甘利田を攻撃していることが佐久本の指摘により判明した。
御園 ひとみ
演 - 武田玲奈
常節中学校に産休補助で3か月間の予定で短期赴任して来た新人教師。1年1組の副担任。国語担当。
頑張りすぎる性分から、以前赴任していた中学校の生徒から煙たがられることが多かったため、産休補助に転じた。性格は極めて明るく朗らか。甘利田に対しては冷めた目線で対応している。だが、Final Battleでの飲み会をきっかけに距離は縮んできた。また、産休中の教師から「出産したら復職する予定だったが、育休も取りたい」と休暇の延長を申し出たため、臨時雇用の期間が1年間延長され、吹奏楽部の顧問となる。
「炎の修学旅行」では甘利田が生徒の引率での修学旅行先にて、給食交流会の場で花堺中学校教諭として再会する。

### season1

#### 主要人物（season1）
藤井 マコ
演 - 豊嶋花
常節中学校の1年1組の女子生徒。
神野に想いを寄せている。時に神野の新たな給食の食べ方を否定することもあるが、その後も神野とは仲良くしている。第9話で、机の中などに大量の給食用のパンが見つかり、甘利田と御園から摂食障害と疑われてしまうが、実は神野へのプレゼントのためだった。神野も初めは受け取っていたが、「毎日だとパン過多になるから、しばらくパンはいらない」とやんわりと拒絶している。
鷲頭 星太郎
演 - 辻本達規
常節中学校の体育教師。
甘利田いわく「筋肉バカ」。甘利田とともに朝の登校指導をしていることが多い。第2話で、プロテインドリンク作りに使っているシェイカーを神野に貸した。Final Battleでの飲み会で幹事を務めた。
渡田 寛治
演 - 酒向芳
常節中学校の校長。
甘利田の給食好きに気づいていて、Final Battleで鏑木が来校した際に「最初に情報を知ったほうがいい」と判断して、甘利田を同伴させている。実は自身も給食好きである。

#### その他（season1）
寺門
演 - 内山森彦
常節中学校の校医。
常節市で有名な高齢の医師だが、 健康診断の日はよく遅刻をする。(第3話)
森山 顔太郎
演 - 水橋研二
常節中学校の美術教師。
甘利田と神野を苦手にしている。神野が描いた絵を甘利田と御園に見させ、「（甘利田と神野には）2人だけに見えている風景がある」とこの絵を評している。(第5話)
体育教師
演 - 錦織聡
保姆 栄吉
演 - 枝川吉範
常節中学校の理科教師。
1年1組にイカの解剖実験を指導する。(第7話)
亜麻上 聖子
演 - 大鋸みなみ
常節中学校の家庭科教師。
1年1組にえびグラタンの調理実習を行う。(第7話)
英語教師
演 - 一木花漣
第8話では交通安全教室に同席している。
益子
演 - 今吉祥子
常節中学校に交通安全教室の講師として来校した警察官。
腹話術人形を使って交通ルールについて説明する。(第8話)
五条川
演 - 田子天彩
常節北中学校の教師。
突然訪れた神野と甘利田の応対に苦慮する。(最終話)
迫田
演 - カトウシンスケ
常節北中学校の体育教師。
神野を手荒に扱ったため、甘利田に同じ扱いをされる。(最終話)
給食配膳員
演 - 神実穂
牧野の同僚。
佐野 正輝
演 - 水野勝
常節中学校に来た教育実習生。
Final Battleで登場。甘利田の教育方針に異を唱えていたが、とある出来事により終盤で甘利田に敬意を表するようになる。実習生歓迎会である飲み会の席では、甘利田と御園のやりとりを温かく見守っており、教育実習最後の日、酔っぱらって飲み会での出来事を覚えていなかった甘利田に、上述の一部始終を教えた。
磐田
演 - ドロンズ石本
常節中学校の国語教師。
Final Battleで登場。御園が出題した中間テストの三島由紀夫『潮騒』に関する設問に苦言を呈する。

#### 1年1組の生徒（season1）
|                          |                          | （教壇）                 |                          |                        |
| 鈴木由紀子 演 - 平田風果 | 野田陽子 演 - 小野崎涼帆 | 伊藤武史 演 - 加藤槙人   | 大友由香 演 - 咲田まい   | 千葉秀和 演 - 野村瞬   |
| 橋本圭一 演 - 森山慶汰   | 宇田川晃 演 - 住川龍珠   | 北岡千明 演 - 岸畑来瞳   | 小森麻衣子 演 - 豊田未来 | 星野祥子 演 - 丸本凛   |
| 神野ゴウ 演 - 佐藤大志   | 藤井マコ 演 - 豊嶋花     | 柳沢敦 演 - 大野貴弘     | 大山陽一郎 演 - 寺澤徠稀 | 佐々木博 演 - 金丸竜也 |
| 木下貴弘 演 - 金山仁     | 岡友美 演 - 和根﨑颯美   | 桐谷みすず 演 - 内田未来 | 君山南 演 - 今橋光恵     | 尾崎陽子 演 - 杉崎なお |
| 岡田花子 演 - 藤飯玲菜   | 高橋道也 演 - 風速麗叶   | 児嶋哲雄 演 - りょうた   | 藤田和夫 演 - 井上福悠   | 鈴木壮一 演 - 坂牧政宗 |

### season2

#### 主要人物（season2）
宗方 早苗
演 - 土村芳
黍名子中学校の教師。3年2組担任。第3学年主任。
若くして学年主任を任されており、将来を嘱望されている。ただし、真面目で責任感が強いがゆえに物事を深く考えがちであり、仕事を心から楽しいと感じられずにいた。そのことを甘利田から指摘・助言されて以来、吹っ切れたような態度を見せる。
甘利田を給食好きと疑っており、鏑木から「甘利田を直接監視するように」と頼まれるが、罪悪感との間で葛藤した末に甘利田にこのことを告白した。犬が苦手。
神野が転校して来た際、甘利田が黍名子中学校に転任することとなった一件（給食廃止騒動）のことを神野から聞き出そうとしたが、この一件に関わっているために、「僕は知りません」とはぐらかされている。
密かに生徒には人気があるようで、甘利田曰く「宗方先生が3年1組の給食に同席した時は、生徒たちのテンションが通常より15%ほど上がる」とのこと。
第9話では甘利田の給食好きを理解するようになり、給食時には3年1組の教室のガラス戸から甘利田の食事の様子を微笑ましく覗き込むなどしていた。
最終話の緊急職員会議では、当初は甘利田のことを「教師としてふさわしくない人物」と思っていたが、上述のような経緯を経て、「素晴らしい人物」と評価するようになり、鏑木に反旗を翻して、「教師が『給食が好き』ということの何が悪いのですか」と陪席する教育委員の佐久本に訴えて、甘利田の処分の取り下げに導いた。会議後、甘利田に誘われて駄菓子屋で駄菓子を味わっている。
真野 浩太
演 - 勇翔
黍名子中学校の教師。3年3組担任。体育担当。
クラス担任として甘利田、宗方とともに第3学年教師会議に参加。甘利田とともに朝の登校指導をしていることが多い。甘利田のことを尊敬している。キャラが鷲頭に似ている。
最終話では、甘利田の処分を下す緊急職員会議に同席。甘利田の処分が取り下げになるとガッツポーズをして喜んでいた。
箕輪 光蔵
演 - 酒井敏也
黍名子中学校の校長。
温厚かつ穏やかな人柄で、甘利田の数少ない理解者となる。そのため、鏑木、宗方から甘利田をフォローしている。鏑木を毛嫌いしており、甘利田と共に「海坊主」と呼んでいる。還暦。また、校外学習の社会科見学の訪問先をネジ工場から牛乳工場に変えており、甘利田から内心で称賛の声を浴びた。甘利田と同じく、校庭の花壇に水やりをしている。
最終話では、甘利田の処分を下す緊急職員会議を主宰。鏑木が示した甘利田の処分案に対し、「（甘利田の素行は）問題がないとは言いませんが、それ以上に貴重な人材だと思う」と教育委員の佐久本に甘利田を擁護する所見を述べている。
お春
演 - 木野花
黍名子中学校の近くで駄菓子店を営む女性。
甘利田にとって行きつけの店となる。店に現れる野良犬を、「シンゲン」と名づけて世話をしている。無愛想だが、茶目っ気もある。当初は甘利田を「変態」呼ばわりしていたが、常連となった甘利田に駄菓子の美味しい食べ方を教えることもある。最終話では、甘利田、神野、宗方に混じるようにして駄菓子を楽しんでいた。
シンゲン
演 - ハナ
駄菓子店を始め、学校外の先々で甘利田らの前に現れる野良犬。
駄菓子（特に信玄イカ）を好んで食べるので、お春が名づけた。甘利田の持っている駄菓子をねだるような仕草も見せる。神野には当初から懐いていたが、第9話では坂田とともに黍名子市を離れることになった際、甘利田との別れを名残惜しむ様子が見られるなど、甘利田に懐いていることが判明した。
皆川 佐和子
演 - 山﨑玲奈
黍名子中学校の3年1組の女子生徒。
学級委員として、個性の強いクラスメートたちをまとめている。神野を気にかけている。くじ運が良く、給食おかわり券をかなりの確率で引き当てているため、第9話では、坂田から「給食のおかわり券を1枚譲ってほしい」と校舎裏に呼び出されるが、その理由を坂田が言えなかったために断っている。
俵 みなみ
演 - 望田咲空
黍名子中学校の3年1組の女子生徒。
神野の新たな給食の食べ方を見て、「アイディアマン」と言って褒めた。歌が好き。クラスの中でも神野と絡むことが多い。
的場 達也
演 - 細野涼聖
黍名子中学校の3年1組の男子生徒。
クラスの悪ガキグループのリーダー格。第8話での牛乳工場の社会科見学の際、お土産の出来立ての牛乳をフルーツ牛乳に換えようと言い出した。その後、クラスで一人だけフルーツ牛乳ではなく出来立ての牛乳を選んだ神野を問い詰め、気にくわない態度をとる。
坂田 信二
演 - 上阪悠斗
黍名子中学校の3年1組の男子生徒。
第1話では、蟯虫検査が無事に出来るか不安に感じていた。第8話では、牛乳工場の社会科見学の感想を発表した際、牛乳の製造工程よりも、女性従業員・向島の優しさのほうが印象的だったことを語っていた。しかし、第9話で母親の仕事の都合で他の中学校へ転校となる。その際、一番の友達である野良犬・シンゲンと「一緒に給食を食べたい」と思い、皆川に給食おかわり券を1枚譲ってほしいと交渉したものの失敗し、給食の配膳中にコッペパンが入ったコンテナを持って学校から逃走してしまう。甘利田と神野が追跡すると、橋の下でシンゲンにコッペパンを与えようとしていた。だが、甘利田と神野の説得でコンテナを返し、校舎の裏でシンゲンと一緒に食べることとなる。心置きなく給食を食べた後、「シンゲンを一緒に連れて行くことにした」と甘利田と神野に告げ、黍名子中学校を去ることとなった。

#### その他（season2）
横山 智江
演 - 福岡瑠璃
黍名子中学校の給食配膳員。
牧野の再就職先の同僚。第8話では、牧野と共に「配膳室からのプレゼント」を配りに3年1組の教室に来ている。
瀬戸口 はるか
演 - 桜木梨奈
黍名子中学校に歯科検診と歯磨きの仕方を教えに来た歯科医師。(第2話)
南 孝治
演 - 平田雄也
黍名子中学校に交通安全教室の講師として来校した男性警察官。
生徒たちに対して威圧的な態度を取ったことを甘利田に注意される。(第5話)
下村 千夏
演 - 飯田祐真
南と共に交通安全教室の講師として来校した女性警察官。
南が生徒たちに威圧的な態度を取ったことを教職員たちに謝罪した。実は南の上司。(第5話)
交通安全教育ビデオの少年
演 - 岩田龍門
交通安全教室で上映された教育ビデオで「交通事故に遭い負傷した少年」役で出演。
年齢は中学生くらい。当初は少年を撥ねたドライバー側に過失があると思われたが、実は少年が信号無視をして横断歩道を渡ったことが交通事故の原因であった。少年の役名は「宇曽槻太郎」。(第5話)
少年の母親
演 - 小山更紗
教材用ビデオで「事故に遭い負傷した少年の母」役で出演。
ビデオ上映後、神野から「服装が派手すぎる」「中学生の子供の母親役にしては若すぎる」と指摘されている。(第5話)
少年を車で撥ねた男性
演 - 宮原尚之
教材用ビデオで「事故の加害者」役で出演。(第5話)
男性の妻
演 - イマハシミハル
教材用ビデオで「事故の加害者の妻」役で出演。
事故当初から夫の無実を信じており、少年に「本当のことを話して」と言っている。(第5話)
工藤 俊作
演 - 三島ゆたか
黍名子市の青年団の役員。
3年1組の校外学習として公園の清掃活動を依頼したが、主婦グループが植えたアサガオの苗を抜き取ることを生徒に指示してしまい、主婦グループから非難を浴びる。(第6話)
白滝 正江
演 - 泉水美和子
公園で緑化活動をしている主婦グループのリーダー。
自分たちが植えたアサガオの苗が抜き取られたのを見て驚き、生徒に指示した工藤をメンバーと共に非難する。(第6話)
島田 里香
演 - 新井郁
黍名子中学校の音楽教師。
甘利田を教師として必要な何かを持っている人物と評価し、合唱コンクールの選考会を前にしてやる気のない3年1組の生徒に、ある作戦を伝授する。(第7話)
向島 良子
演 - 桜まゆみ
黍名子中学校の校外学習で訪れた乳業会社の広報担当の女性従業員。
黍名子中学校の給食で飲まれる牛乳を製造しており、工場を見学した際に案内役となり、牛乳の製造工程の説明をする。お土産として出した出来立ての牛乳に不満顔な3年1組の生徒に根負けして、フルーツ牛乳に換える交渉をする。(第8話)
美留来 好男
演 - 大崎璃楓
乳業会社の男性従業員。
校外学習のお土産として、出来立ての牛乳を持って来る。(第8話)
坂田 和子
演 - 伊藤麻実子
3年1組の男子生徒である坂田信二の母親。
保険会社（代理店）の外交員。仕事の都合で引っ越すことになったため、登校最終日の朝に息子とともに職員室へ転校の挨拶に来た。その際、差し入れに勤務先の三色ボールペンを教職員に配っている。また、息子に「友達だけは大切にすること」と言い聞かせている。(第9話)
佐久本 哲史
演 - 森田順平
黍名子市教育委員会の教育委員。
甘利田の処分を下すために鏑木と共に黍名子中学校に来校した。視野が広く、甘利田の人柄に理解を示し、鏑木が示した処分案を取り下げる。また、給食に対して強引かつ横暴な考えをする鏑木を指摘した。
初めて赴任した先が函館市内の中学校であり、そこで給食に出たイカ飯が美味しかったことを緊急職員会議後に甘利田に嬉々と伝えるなど、給食が好きである模様。(最終話)
四方田 岳
演 - 登坂淳一
黍名子市給食センターの主任。
卒業で登場。甘利田たちの憂いを実感して、神野たちの最後の給食はおいしいものにした。
真田 幸助
演 - 田村侑久
黍名子市給食センターの職員。
卒業で登場。鏑木と同じく給食改悪に対して冷めた目で見ている。

#### 3年1組の生徒（season2）
男子13名、女子12名の計25名。個性豊かな生徒が揃うが、いざという時に団結力があり、クラス仲は良好の模様。
また、担任である甘利田のことをよく見ており、最終話では、給食前に歌を歌わないほど落ち込む甘利田の姿を見るとクラス全員で彼を励ますなど、思いやりに溢れている。
|                        |                                   | （教壇）                 |                        |                        |
| 工藤学 演 - 深澤幸也   | 関口昭子 演 - 万弥                | 内藤哲也 演 - 本田旬     | 武藤健一 演 - 志村魁   | 原田陽子 演 - 安土姫華 |
| 園田直美 演 - 喜納唯   | 前田裕子 演 - 岸田慧香            | 保坂純子 演 - 天白奏音   | 金本直樹 演 - 宍戸晴空 | 三輪久美子 演 - 角心菜 |
| 神野ゴウ 演 - 佐藤大志 | 萩原淳 演 - 長谷川斗輝            | 田隝誠 演 - 林よう       | 松山大吾 演 - 羽賀凪冴 | 坂田信二 演 - 上阪悠斗 |
| 渡辺浩二 演 - 上條靖弥 | 今野 演 - 須山りく                | 皆川佐和子 演 - 山﨑玲奈 | 俵みなみ 演 - 望田咲空 | 麻宮佐知 演 - 石川桔梗 |
| 藤沢恵子 演 - 大野心優 | 安達大輔 演 - 西野佑哉 坂元美己登 | 的場達也 演 - 細野涼聖   | 山口剛 演 - 井上源大   | 五代詩織 演 - 榎本遥菜 |

### season3

#### 主要人物（season3）
比留川 愛
演 - 大原優乃
忍川中学校の英語教師。1年1組の副担任（第4話以降）。
帰国子女で教師歴半年の新米。引っ込み思案だが、怒鳴る時は英語になる。甘利田を理想の教師像と見ていて、その行動を観察しては真似ている。父親のトーマスが苦手。
粒来 ケン
演 - 田澤泰粋
忍川中学校の1年1組の男子生徒。
甘利田にとって新たな食のライバル。
だが、粒来本人は甘利田と友達になってもらいたくて…。
丸本 米子
演 - 藤戸野絵
忍川中学校の1年1組の女子生徒。クラス内のニックネームは「マルヨネ」。
黒いメガネをかけている。粒来に「給食は普通に食べたら?」と聞くが、逆に「普通って何?」という答えが返ってきた。文才があり、給食をテーマにした作文コンクールで金賞を獲得している。
峰岸 マルコ
演 - 田口ハンター
忍川中学校の1年1組の男子生徒。
アメリカからの帰国子女で甘利田のクラスに転入してきた。
木戸 四郎
演 - 栄信
忍川中学校の体育教師。
甘利田を一方的にライバル視する。給食の完食推進や給食後の歯磨きを熱心に説く。
白根澤 仁
演 - 六平直政
忍川中学校のPTA幹部。
水産加工会社の社長で、自社の製品を給食センターに納入している。給食の完食推進派のため、木戸とはウマが合う。また配膳室に上がり込むこともしばしばある。
サキ
演 - 高畑淳子
忍川中学校の近くで駄菓子店を営む女性。
甘利田にとって新たな行きつけの店となる。店先で太極拳をしていることが多い。
竹本 豊
演 - やす（ずん）
忍川中学校の用務員。
粒来の理解者で、用務員室でよく話し込む。
坂爪 勲
演 - 小堺一機
忍川中学校の校長。
自校の数学教師（宗方の婚約者）を黍名子中学校に異動させる事の補償として、甘利田を迎え入れる。
甘利田に比留川の教育係を命じ、友人のトーマスの娘である比留川に1年1組の副担任を命じた。
トーマス
演 - モーリー・ロバートソン
比留川の父。日本の中学校に相当するジュニアハイスクールの校長で、坂爪と古くからの友人。厳格な教育者で、娘の指導の仕方にも厳しく指摘する。甘利田に対しては、校門前の指導を高く評価していたが、給食の様子を見て態度を一変させてしまう。

#### その他（season3）
米島 勉
演 - 榎本桜
忍川中学校の音楽教師。
木戸から頼まれて『歯磨きソング』を作曲した。（第3話）
鍵窪 恵
演 - 円井わん
忍川中学校の家庭科教師。
家庭科の授業でエビドリアの作り方を教えるが、その裏では甘利田の秘密を暴こうとした。（第6話）
等々力
演 - 石黒賢
忍川町長。木戸、白根澤と同じく完食主義なので、甘利田と衝突する（Road To イカメシ）。

#### 1年1組の生徒（season3）
男子13名、女子12名の計25名。
|                        |                        | （教壇）                    |                          |                          |
| （ストーブ）           | 角田貴文 演 - 宍戸大亞 | 福島由紀子 演 - 浅沼みう    | 米倉純子 演 - 対馬埜愛   | 吉田潤太 演- 高木龍之介  |
| 粒来ケン 演 - 田澤泰粋 | 世戸口望 演 - 高松咲希 | 峰岸マルコ 演- 田口ハンター | 渡辺明菜 演 - 小熊萌萌凛 | 松本和徳 演 - 外川燎     |
| 草野浩介 演 - 土田諒   | 森本陽子 演- 東菊乃    | 林田静香 演 - 星名ひさき    | 田中良一 演 - 長谷川心馬 | 丸山米子 演 - 藤戸野絵   |
| 本田美紀 演 - 咲音     | 高木唯 演 - 石川令菜   | 安藤直人 演 - 久世峻舵      | 細川耕一郎 演 - 末永陽   | 磯貝太郎 演- 升水駿翔    |
|                        | 中村轍 演 - 堀口壱吹   | 国生道子 演 - 富田莉代      | 溝渕泰葉 演 - 米倉ゆい   | 和泉今日子 演 - 服部ニコ |
|                        | 加藤広志 演 - 山越海京 | 浅葉浩二 演 - 石澤柊斗      |                          |                          |

### ？

#### ？
樺沢 輝夫
演 - 片桐仁
「炎の修学旅行」に登場、花堺中学校教諭で御園の先輩にあたる。修学旅行の給食交流会で初めて甘利田と出会う。
彼はスパルタで、生徒に対する厳しい指導を見た甘利田と衝突する。

## 学校

### 常節中学校
甘利田がseason1で赴任していた常節市の市立中学校。創立から100周年と歴史がある。通称は「常中（とこちゅう）」。教育理念は「食育健康」。
制服は、男子生徒は夏服にワイシャツで冬服に学ランを、女子生徒は夏服に白ブラウスとベスト、冬服にブレザーを着用している。
理念に基づき、給食と生徒の健康に力を入れた学校であったが、Final Battleで常節市の決定により中学校のみ給食制度が廃止となった。
校歌（常節中学校）
歌詞は、教育理念通り食育と健康を謳ったものになっている。毎回、給食を食べる前に斉唱することと、甘利田が歌の終盤で机に拳をぶつけて痛がるのが恒例となっている。
作詞は吉津屋こまめ、作曲は澤田祐之介。

### 黍名子中学校
甘利田がseason2で異動した黍名子市の市立中学校。通称は「黍中（きびちゅう）」。教育理念は「質実剛健」。
制服は、男子生徒は夏服にワイシャツで冬服は学ランを、女子生徒は夏服・冬服ともにセーラー服を着用している。
常節市とは違い、黍名子市では給食制度が実施されており、主食と牛乳以外の献立が一切秘密となる「お楽しみデー」が月に1度行われている。また、黍名子中学校では各クラスで1名のみ給食をおかわりできる「給食おかわり券」があり、月に1度、そのくじ引き大会が行われている。
校歌
歌詞は、教育理念に基づいたものになっている。甘利田が異動する以前は給食前に歌う習慣がなかったが、職員会議で甘利田の熱い提案により、毎回、給食を食べる前に斉唱（1番のみ）することになった。また、甘利田の提案により合唱コンクールの課題曲にしている。なお、常節中学校時代と同様、甘利田が歌の終盤で狂喜乱舞により机などに拳をぶつけて痛がるのが恒例となっている。
作詞は吉津屋こまめ、作曲は澤田祐之介（常節中学校校歌と同一）。

### 忍川中学校
甘利田がseason3で異動した函館市の市立中学校。通称は「忍中（おしちゅう）」。教育理念は「無我夢中」。
校歌
作詞は吉津屋こまめ、作曲は澤田祐之介（常節中学校・黍名子中学校校歌と同一）。

## スタッフ
- 監督・脚本 - 綾部真弥、田口桂
- 企画・脚本 - 永森裕二
- フードコーディネーター - 松井あゆこ
- 音楽 - 沢田ヒロユキ、ペイズリィ8
- 主題歌 - 松本大輝「君の花」（AMG MUSIC）、作詞・作曲：こんどうたかふみ
- 撮影 - 小島悠介（キアロスクーロ撮影事務所）
- ロケ協力 - 比企フィルムコミッション、川島町、川島町教育委員会、高橋商店[注 50]
- 美術協力 - KFライズ
- ポスプロ協力 - バックアップ、IMAGICA Lab.、メディアハウスサウンドデザイン、ビデオサービス
- プロデューサー - 岩淵規
- 制作プロダクション - メディアンド
- 企画 - AMGエンタテインメント
- 製作者 - 近藤和之（tvk）、小玉満（HBC）、伊藤祐介（HAB）、水島鮎子（TOKYO MX）、青柳恵一（群テレ）、長谷川哲男（とちテレ）、出口雅史（テレ玉）、小森健一郎（チバテレ）、南哲也（KBS）、久保仁（サンテレビ）、北島秀一（KBC）、堀ノ内正洋（KKB）、賀数朝夫（QAB）、森内譲（BS12）、有馬一昭（イオン）
- 製作総指揮 - 吉田尚剛
- 製作 - 「おいしい給食」製作委員会（アミューズメントメディア総合学院、tvk、HBC、HAB、TOKYO MX、群馬テレビ、とちぎテレビ、テレ玉、チバテレ、KBS京都、サンテレビ、KBC、KKB、QAB、tys（season3より）、BS12、イオンエンターテイメント）

## 放送日程
season1（2019年）
| 放送回 | 放送日   | サブタイトル                   | 脚本     | 監督     | 献立 |
| ------ | -------- | ------------------------------ | -------- | -------- | --- |
| 第1話  | 10月13日 | 海の王者、鯨の竜田揚げ         | 永森裕二 | 綾部真弥 | 鯨の竜田揚げ、キャベツの千切り、キャベツソテー（カレー味）、春雨スープ、コッペパン、いちごジャム、牛乳          |
| 第2話  | 10月20日 | 魔法の粉ミルメーク             | 綾部真弥 | 綾部真弥 | ポークビーンズ、ほうれん草のおひたし、コッペパン、ミルメーク（いちご味）、りんご、牛乳                          |
| 第3話  | 10月27日 | 4番、サード、ソフトめん        | 綾部真弥 | 綾部真弥 | ソフトめん、ミートソース、フレンチサラダ（レーズン・りんご入り）、コッペパン、牛乳                              |
| 第4話  | 11月10日 | 八宝菜に欠かせないもの         | 綾部真弥 | 綾部真弥 | 八宝菜、白玉フルーツポンチ、コッペパン、マーガリン、牛乳                                                        |
| 第5話  | 11月17日 | 酢豚は大人の証                 | 田口桂   | 田口桂   | 酢豚（パイナップル入り）、中華スープ、もやしサラダ、食パン2枚、マーガリン、牛乳                                 |
| 第6話  | 11月24日 | ワンタンスープと名前の長いパン | 田口桂   | 田口桂   | ワンタンスープ、コッペパン、白身魚のフライ、タルタルソース、キャベツの千切り、ミニトマト2個、ポテトサラダ、牛乳 |
| 第7話  | 12月01日 | ヤキソバ・パンデミック         | 田口桂   | 田口桂   | 焼きそば、コッペパン、わかめスープ、バナナ、マーガリン、牛乳                                                    |
| 第8話  | 12月08日 | 危険な果実冷凍みかん           | 永森裕二 | 綾部真弥 | ポタージュスープ、コロッケ、キャベツの千切り、コッペパン、マーガリン、冷凍みかん、牛乳                          |
| 第9話  | 12月15日 | アゲパンという名のスイーツ     | 永森裕二 | 綾部真弥 | アゲパン、カレーシチュー、プロセスチーズ、竹輪の磯辺揚げ、牛乳                                                  |
| 最終話 | 12月22日 | 二人だけのカレーライス         | 永森裕二 | 綾部真弥 | 米飯、カレー、一口カツ、リンゴ、コールスロー、牛乳                                                              |

season2（2021年）
| 放送回 | 放送日   | サブタイトル                  | 脚本     | 監督     | 献立 |
| ------ | -------- | ----------------------------- | -------- | -------- | --- |
| 第1話  | 10月13日 | 餃子とわかめと好敵手          | 永森裕二 | 綾部真弥 | わかめご飯、揚げ餃子、味噌汁、大学いも、牛乳                                                                           |
| 第2話  | 10月20日 | 始まりはいつも筑前煮          | 永森裕二 | 綾部真弥 | 筑前煮、米飯、ふりかけ（のりたまご味）、野菜サラダ、オレンジ、牛乳                                                     |
| 第3話  | 10月27日 | ナウでヤングなアメリカン      | 永森裕二 | 田口桂   | ジャンバラヤ、コーンスープ、アメリカンドッグ、コーヒーゼリー、牛乳                                                     |
| 第4話  | 11月03日 | クリーミー3兄弟とおたのしみ会 | 永森裕二 | 田口桂   | マカロニグラタン、食パン2枚、コロッケ、フルーツサラダ、牛乳                                                            |
| 第5話  | 11月10日 | 冷やし中華はじめました        | 永森裕二 | 綾部真弥 | 冷やし中華、中華春巻き、スイカ、牛乳                                                                                   |
| 第6話  | 11月17日 | 南から来た謎の献立            | 永森裕二 | 綾部真弥 | インド煮、竹輪の琥珀揚げ、コッペパン、いちごジャム、牛乳寒天、牛乳                                                     |
| 第7話  | 11月24日 | 赤飯はめでたいときに          | 永森裕二 | 田口桂   | 赤飯、豚汁、白身魚のあんかけ、リンゴ、牛乳                                                                             |
| 第8話  | 12月01日 | ミルクを制する者              | 永森裕二 | 田口桂   | ★お楽しみデー★きな粉揚げパン、オムバナナ（イチゴソース掛け）、ババロア、サラダ、フルーツ牛乳、ミルメーク（コーヒー味） |
| 第9話  | 12月08日 | コッペパンと僕の友達          | 永森裕二 | 綾部真弥 | 牛肉とこんにゃくの煮物、ハムとチーズのはさみ揚げ、コッペパン、カスタードプリン、牛乳                                   |
| 最終話 | 12月15日 | 秋は、栗ご飯とともに          | 永森裕二 | 綾部真弥 | 栗ご飯、スタミナ炒め、ニラ玉スープ、三色ゼリー、牛乳                                                                   |

season3（2023年）
| 放送回 | 放送日   | サブタイトル             | 脚本     | 監督     | 献立                                                                                             |
| ------ | -------- | ------------------------ | -------- | -------- | ------------------------------------------------------------------------------------------------ |
| 第1話  | 10月08日 | チリコンカンと北の友達   | 永森裕二 | 綾部真弥 | チリコンカン、海藻サラダ、玉子スープ、食パン、棒チーズ、牛乳                                     |
| 第2話  | 10月15日 | 肉じゃがサバ味噌タコ社長 |          |          | 肉じゃが、サバ味噌、コッペパン、りんご、牛乳、ミルメーク（いちご味）                             |
| 第3話  | 10月22日 | 海の全部入り、ちらし寿司 |          |          | ちらし寿司、イワシのハンバーグ、お吸い物、フルーツみつ豆、牛乳、イクラ（配膳室からのプレゼント） |
| 第4話  | 10月29日 | 進化する白米             |          |          | くじら汁、白米、たくあんのごま和え、白身魚のフライ、ゆで卵、牛乳                                 |
| 第5話  | 11月05日 | プリンは、落下せしもの   |          |          | ビーフシチュー、わかさぎのフリッター、食パン、ハチミツ、プリン、牛乳                             |
| 第6話  | 11月12日 | 俺のエビドリア           |          |          | エビドリア、納豆もなか(ナゥピー)、チーズかまぼこ、コンソメスープ、イチゴ、牛乳                   |
| 第7話  | 11月19日 | 北の汁物、カレースープ   |          |          | カレースープ、うずら卵の串揚げ、白米、フルーツのヨーグルト和え、アーモンドフィッシュ、牛乳       |
| 第8話  | 11月27日 | 焼き色は裏切らない       |          |          | チーズグラタン、インディアンサラダ、コッペパン、マーガリン、アップルシャーベット、牛乳           |
| 第9話  | 12月04日 | 甲殻の大魔神             |          |          | カニ飯、石狩汁、茶碗蒸し、杏仁豆腐、牛乳                                                         |
| 最終話 | 12月11日 | すする人                 |          |          | 味噌ラーメン、バンサンスー、ところてん、チョコケーキ、牛乳                                       |

### 放送局
season1
| 放送期間                       | 放送時間                     | 放送局          | 対象地域   | 備考      |
| ------------------------------ | ---------------------------- | --------------- | ---------- | --------- |
| 2019年10月13日 - 12月15日      | 日曜 21:00 - 21:30           | 群馬テレビ      | 群馬県     |           |
| 2019年10月14日 - 12月16日      | 月曜 20:00 - 20:30           | TOKYO MX        | 東京都     |           |
| 2019年10月15日 - 12月17日      | 火曜 0:56 - 1:26（月曜深夜） | 北海道放送      | 北海道     | [ 注 61 ] |
| 2019年10月16日 - 12月18日      | 水曜 19:30 - 20:00           | とちぎテレビ    | 栃木県     |           |
|                                | 水曜 21:00 - 21:30           | テレビ神奈川    | 神奈川県   | [ 注 62 ] |
| 2019年10月17日 - 12月19日      | 木曜 1:55 - 2:25（水曜深夜） | 九州朝日放送    | 福岡県     |           |
|                                | 木曜 2:28 - 2:58（水曜深夜） | メ～テレ        | 中京広域圏 |           |
| 2019年10月18日 - 12月20日      | 金曜 0:00 - 0:30（木曜深夜） | 千葉テレビ      | 千葉県     |           |
|                                | 金曜 23:30 - 翌0:00          | テレビ埼玉      | 埼玉県     |           |
| 2019年10月19日 - 12月21日      | 土曜 22:30 - 23:00           | KBS京都         | 京都府     |           |
|                                |                              | サンテレビ      | 兵庫県     |           |
| 2019年10月20日 - 12月29日      | 日曜 1:10 - 1:40（土曜深夜） | 北陸朝日放送    | 石川県     |           |
|                                | 日曜 19:00 - 19:30           | BS12 トゥエルビ | 日本全域   | BS放送    |
| 2019年10月26日 - 2020年1月18日 | 土曜 2:30 - 3:00（金曜深夜） | 琉球朝日放送    | 沖縄県     |           |
| 2019年11月1日 - 2020年1月10日  | 金曜 0:50 - 1:20（木曜深夜） | 鹿児島放送      | 鹿児島県   |           |
| 2019年11月10日 - 2020年1月19日 | 日曜 2:28 - 2:58（土曜深夜） | 仙台放送        | 宮城県     |           |

season2
| 放送期間                  | 放送時間                     | 放送局          | 対象地域   | 備考      |
| ------------------------- | ---------------------------- | --------------- | ---------- | --------- |
| 2021年10月13日 - 12月15日 | 水曜 21:00 - 21:30           | テレビ神奈川    | 神奈川県   |           |
| 2021年10月16日 - 12月18日 | 土曜 10:00 - 10:30           | 福島中央テレビ  | 福島県     |           |
| 2021年10月15日 - 12月17日 | 金曜 18:30 - 19:00           | TOKYO MX        | 東京都     |           |
| 2021年10月19日 - 12月21日 | 火曜 19:00 - 19:30           | 群馬テレビ      | 群馬県     |           |
|                           | 火曜 19:30 - 20:00           | とちぎテレビ    | 栃木県     |           |
| 2021年10月16日 - 12月18日 | 土曜 23:00 - 23:30           | テレビ埼玉      | 埼玉県     |           |
| 2021年10月14日 - 12月16日 | 木曜 22:00 - 22:30           | 千葉テレビ      | 千葉県     |           |
| 2021年10月16日 - 12月19日 | 日曜 1:40 - 2:10（土曜深夜） | 山梨放送        | 山梨県     |           |
| 2021年10月15日 - 12月17日 | 金曜 1:25 - 1:55（木曜深夜） | 北陸朝日放送    | 石川県     |           |
| 2021年10月18日 - 12月20日 | 火曜 0:15 - 0:45（月曜深夜） | メ～テレ        | 中京広域圏 |           |
| 2021年10月15日 - 12月17日 | 土曜 0:30 - 1:00（金曜深夜） | KBS京都         | 京都府     |           |
|                           |                              | サンテレビ      | 兵庫県     |           |
| 2021年10月14日 - 12月16日 | 金曜 1:59 - 2:29（木曜深夜） | 北海道放送      | 北海道     | [ 注 63 ] |
| 2021年10月15日 - 12月17日 | 土曜 1:20 - 1:50（金曜深夜） | 九州朝日放送    | 福岡県     |           |
| 2021年10月16日 - 12月18日 | 土曜 21:30 - 22:00           | BS12 トゥエルビ | 日本全域   | BS放送    |
| 2021年10月21日 - 12月23日 | 金曜 1:20 - 1:50（木曜深夜） | 鹿児島放送      | 鹿児島県   |           |
| 2021年12月13日 - 12月24日 | 月曜 - 金曜 15:15 - 15:45    | 仙台放送        | 宮城県     |           |

season3
| 放送期間                      | 放送時間                       | 放送局           | 対象地域       | 備考                            |
| ----------------------------- | ------------------------------ | ---------------- | -------------- | ------------------------------- |
| 2023年10月8日 - 12月11日      | 日曜 13:30 - 14:00             | 山梨放送         | 山梨県         |                                 |
| 2023年10月9日 - 12月12日      | 月曜 21:00 - 21:30             | テレビ神奈川     | 神奈川県       |                                 |
|                               | 月曜 22:30 - 23:00             | KBS京都          | 京都府         |                                 |
|                               | 月曜 23:30 - 翌0:00            | テレビ埼玉       | 埼玉県         |                                 |
| 2023年10月10日 - 12月13日     | 火曜 1:23 - 1:53（月曜深夜）   | 北陸朝日放送     | 石川県         |                                 |
|                               | 火曜 19:30 - 20:00             | とちぎテレビ     | 栃木県         |                                 |
|                               | 火曜 20:30 - 21:00             | 千葉テレビ       | 千葉県         |                                 |
| 2023年10月11日 - 12月14日     | 水曜 17:59 - 18:30             | TOKYO MX         | 東京都         |                                 |
|                               | 水曜 19:00 - 19:30             | 群馬テレビ       | 群馬県         |                                 |
| 2023年10月12日 -              | 木曜 0:25 - 0:55（水曜深夜）   | 仙台放送         | 宮城県         |                                 |
| 2023年10月12日 - 12月15日     | 木曜 20:53 - 21:23             | サンテレビ       | 兵庫県         |                                 |
| 2023年10月14日 - 12月17日     | 土曜 21:30 - 22:00             | BS12 トゥエルビ  | 日本全域       | BS放送                          |
| 2023年10月15日 - 12月18日     | 日曜 1:00 - 1:30（土曜深夜）   | 鹿児島放送       | 鹿児島県       |                                 |
|                               | 日曜 10:00 - 10:30（金曜深夜） | 瀬戸内海放送     | 香川県・岡山県 |                                 |
|                               | 日曜 16:00 - 16:30             | テレビ山口       | 山口県         | [ 注 64 ]                       |
| 2023年10月21日 - 12月24日     | 土曜 9:30 - 10:00              | 福島中央テレビ   | 福島県         | 初回は9:30 - 10:30に2話連続放送 |
| 2023年10月25日 - 12月28日     | 水曜 0:45 - 1:15（火曜深夜）   | 広島ホームテレビ | 広島県         |                                 |
| 2023年11月9日 - 2024年1月18日 | 木曜 10:50 - 11:20             | 北海道放送       | 北海道         | [ 注 65 ] [ 注 66 ]             |

## 関連商品
ノベライズ
中央公論新社よりノベライズが刊行されている。執筆は紙吹みつ葉。
- 『おいしい給食』（2020年1月21日発売、中公文庫、ISBN 978-4-12-206819-3）
  - season1と劇場版第1作をノベライズ。

- 『おいしい給食-餃子とわかめと好敵手』（2021年12月22日発売、中公文庫、ISBN 978-4-12-207149-0）
  - season2をノベライズ。

- 『おいしい給食-卒業』（2022年10月21日発売、中公文庫、ISBN 978-4-12-207270-1)
  - 劇場版第2作をノベライズ。

- 『おいしい給食-チリコンカンと北の友達』（2023年10月24日発売、中公文庫、ISBN 978-4-12-207428-6）
  - season3をノベライズ。

- 『おいしい給食-Road to イカメシ』（2024年5月22日発売、中公文庫、ISBN 978-4-12-207515-3)
  - 劇場版第3作をノベライズ。

コミカライズ
コミカライズが『ビッグガンガン』（スクウェア・エニックス）にて2020年Vol.11より2021年Vol.10まで連載された。season1の脚本を原作とし、作画は麻生我等が担当している。
- 原作：AMG出版、作画：麻生我等『おいしい給食』スクウェア・エニックス〈ビッグガンガンコミックス〉、全2巻
  1. 2021年4月24日発売、ISBN 978-4-7575-7223-2
  2. 2021年11月25日発売、ISBN 978-4-7575-7588-2

DVD・Blu-ray
- おいしい給食 SCHOOL MEALS TIME（2020年2月5日発売〈DVD〉/2024年2月2日発売〈Blu-ray〉、アメイジングD.C.、ADM-5166S〈DVD〉/B0CNQCZXM4〈Blu-ray〉）
  - season1を4枚組DVD-BOX（本編3枚＋特典1枚）および3枚組Blu-ray-BOX（本編Blu-ray2枚＋特典DVD1枚）として発売。

- 劇場版 おいしい給食 Final Battle（2020年7月3日発売、アメイジングD.C.、ADM5176S〈DVD〉/BDM5009S〈Blu-ray〉）
  - DVD・Blu-rayどちらも2枚組（本編1枚＋特典1枚〈DVDで収録〉）で発売。

- おいしい給食 season2（2022年2月2日発売、TCエンタテインメント、TCED-6199〈DVD〉/TCBD-1202〈Blu-ray〉）
  - season2を4枚組DVD-BOX（本編3枚＋特典1枚）および3枚組Blu-ray-BOX（本編Blu-ray2枚＋特典DVD1枚）として発売。なお、最終話は未公開シーンを追加したディレクターズカット版で収録となる。

- 劇場版 おいしい給食 卒業（2022年10月5日発売、TCエンタテインメント、TCED-6632〈DVD〉/TCBD-1316〈Blu-ray〉）
  - DVD・Blu-rayどちらも2枚組（本編1枚＋特典1枚〈DVDで収録〉）で発売。

- おいしい給食 season3（2024年2月2日発売、TCエンタテインメント、TCED-7252〈DVD〉/TCBD-1536〈Blu-ray〉
  - season3を4枚組DVD-BOX（本編3枚＋特典1枚）および3枚組Blu-ray-BOX（本編Blu-ray2枚＋特典DVD1枚）として発売。

## 映画
映画は、『劇場版 おいしい給食』と題して3作制作され、ドラマ版の各seasonの完結編となる内容となっている。

### 劇場版 おいしい給食 Final Battle
第1作は、『劇場版 おいしい給食 Final Battle』（げきじょうばん おいしいきゅうしょく ファイナルバトル）と題してAMGエンタテインメントおよびイオンエンターテイメントの配給で2020年3月6日に公開された。
季節が夏から秋になっている｡

#### あらすじ（Final Battle）
常節市では、地域の生徒数の増加が激しくなり、これに伴い3校ある常節市の市立中学校は翌年度から給食の廃止が決まり、市の教育委員会の教育委員長 鏑木優により校長の渡田と甘利田だけに知らされた。一方、神野が「給食をもっと自由にする」という公約を掲げ生徒会長選挙に立候補していた。懸命に選挙活動をする神野を見ていた甘利田は、立会演説会を前にした神野に給食の廃止を知らせてしまい、演説で神野がこの一件を口にしたことで全校生徒がパニックとなってしまった。2人は廃止反対に奔走するが、鏑木は「決定事項」と撥ねつけたため、甘利田の怒りは頂点に達してしまった。そして、常節市の中学校の給食の廃止が正式に実施されることとなり、鏑木に反抗した甘利田は給食のある学校に即時異動させられる処分となった。また、甘利田が御園のことを魅力的な人だと思っていたことが明らかになった。

#### スタッフ（Final Battle）
- 監督・脚本 - 綾部真弥
- 企画・脚本 - 永森裕二
- プロデューサー - 岩淵規
- 制作プロダクション - メディアンド
- 配給 - AMGエンタテインメント、イオンエンターテイメント
- 製作 - 「おいしい給食」製作委員会

### 劇場版 おいしい給食 卒業
第2作は、『劇場版 おいしい給食 卒業』（げきじょうばん おいしいきゅうしょく そつぎょう）と題して、AMGエンタテイメントおよびイオンエンターテイメントの配給で2022年5月13日に公開された。宿敵、神野ゴウの卒業と甘利田自身の転勤によって2人の給食バトルに終止符を打つまでを描く。前作同様に監督は綾部真弥、企画は永森裕二。季節は秋から春にかけてとなっている。

#### あらすじ（卒業）
1986年秋、黍名子中学校で甘利田が教鞭をとる3年1組では、受験シーズンに突入。高校受験に向き合う生徒そっちのけで給食に夢中な彼に、学年主任（彼女も教科担任を担う事も有り）の宗方は呆れるが別に悩みがあるみたいである。一方、甘利田を教職追放させる事に執念を燃やす鏑木は、「メニュー改革」と称した改悪を給食センターに指示していた。程なく出された給食の味の質が落ちている事に気付いた甘利田は、愕然。神野と一緒に給食センターへ直談判すると、鏑木が現れて職員の肩を持つ。鏑木曰く「健康を考えて今のメニューにしている」とのこと。さらに神野たちが卒業する目前で宗方の（函館にいる）縁談相手だという教師とのトレードで甘利田が函館へ広域転勤する事に成ったという。甘利田は黍名子中学校最後の給食もまずいものになって残念な思い出になるのではないかと思ったが、給食センターの主任・四方田が気になって黍名子中学校を見に行くと、生徒が（給食のせいで）元気がないのに気付き、「最後はおいしく食べてほしい…」ということで、甘利田・神野たちは「おいしかった」と納得。

#### スタッフ（卒業）
- 監督・脚本 - 綾部真弥
- 企画・脚本 - 永森裕二
- プロデューサー - 岩淵規
- 制作プロダクション - メディアンド
- 配給 - AMGエンタテインメント、イオンエンターテイメント
- 製作 - 「おいしい給食」製作委員会

### 劇場版 おいしい給食 Road to イカメシ
第3作は、『劇場版 おいしい給食 Road to イカメシ』（げきじょうばん おいしいきゅうしょく ロード・トゥ・イカメシ）と題して、AMGエンタテイメントおよびイオンエンターテイメントの配給で2024年5月24日に公開。
ドラマに引き続き函館市で、己の給食道を追及する教師・甘利田幸男とライバルの生徒・粒來ケンの3学期での姿を描く。今作には神野ゴウも出演している。

#### あらすじ（Road to イカメシ）
3学期に入る直前、昭和が終わって平成となった。忍川中学校では、クラス担任の教師が脚本・演出する演劇を披露する学芸会が近づいていた。甘利田は粒來を主演に据えた劇の稽古をしつつ、かつて前任地で聞かされたあるメニューが本当に出るのかを待ち続けていた。それは、「イカメシ」…。

#### スタッフ（Road to イカメシ）
- 監督・脚本 - 綾部真弥
- 企画・脚本 - 永森裕二
- プロデューサー - 岩淵規
- 制作プロダクション - メディアンド
- 配給 - AMGエンタテインメント、イオンエンターテイメント
- 製作 - 「おいしい給食」製作委員会

### 劇場版 炎の修学旅行
第4作は、『劇場版 おいしい給食 炎の修学旅行』（げきじょうばん おいしいきゅうしょく ほのおのしゅうがくりょこう）と題して、AMGエンタテイメントおよびイオンエンターテイメントの配給で2025年10月24日に公開。
己の給食道を追及する教師・甘利田幸男はライバルの生徒・粒來ケンたちの引率で東北へ修学旅行へ行く。そこでの給食交流会でかつて常節中学校時代の同僚であった御園ひとみと再会する。

#### あらすじ（炎の修学旅行）
甘利田、粒來たちは2泊3日で青森、岩手への修学旅行に出発。東北郷土料理のせんべい汁、わんこそばなどを味わい、舌鼓をうってはしゃぐ甘利田だったが、常節中学校で指導していた御園先生と再会。給食交流会で、御園先生の先輩教員・樺沢のスパルタ指導に甘利田のボルテージが高まっていく。

#### スタッフ（炎の修学旅行）
- 監督・脚本 - 綾部真弥
- 企画・脚本 - 永森裕二
- プロデューサー - 岩淵規
- 制作プロダクション - メディアンド
- 配給 - AMGエンタテインメント、イオンエンターテイメント
- 製作 - 「おいしい給食」製作委員会